# Otto van Cappenberg

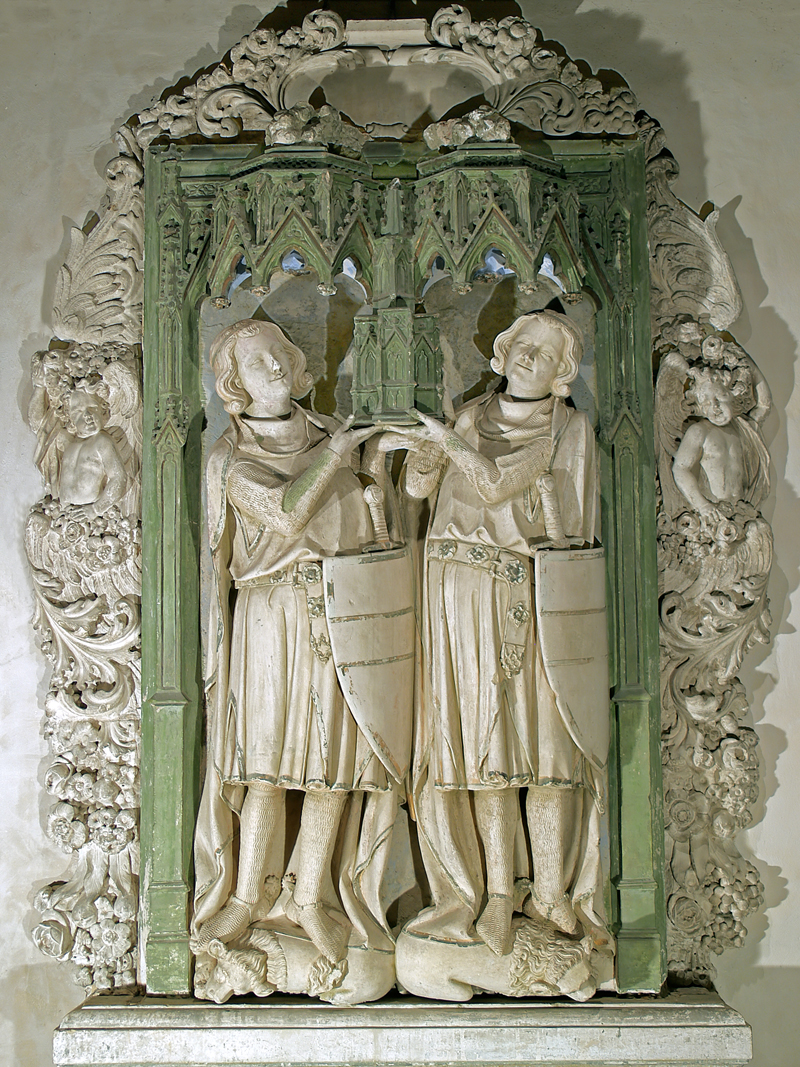
Grafmonument van Otto en zijn broer Godfried van Cappenberg
Stichtskerk van Cappenberg

Otto van Cappenberg (circa 1100 - Cappenberg, 23 februari 1171) was van 1156 tot aan zijn dood proost van het klooster van Cappenberg en dooppeter van keizer Frederik I Barbarossa van het Heilige Roomse Rijk.

## Levensloop
Otto stamde uit het adellijk huis Cappenberg en was een zoon van Godfried I van Cappenberg, graaf in Dreingau, uit diens huwelijk met Beatrix van Schweinfurt, dochter van markgraaf Hendrik II van Schweinfurt. 
Volgens een latere toevoeging in de Keulse Koningskroniek nam hij samen met zijn oudere broer Godfried onder leiding van Lotharius van Supplinburg in 1121 deel aan de bestorming en verwoesting van Münster. Bij de inname van de stad brandde de Paulusdom af, waarvoor Godfried en Otto verantwoordelijk werden geacht. Omdat keizer Hendrik V alle deelnemers van de krijgstocht tegen Münster liet vervolgen voor hoogverraad, dreigden beide broers de Rijksban opgelegd te krijgen. Uit berouw en om het goed te maken stonden ze hun gezamenlijk bezit af aan de Premonstratenzers, om er kloosters mee te stichten. In 1123 traden beide broers in dezelfde kloosterorde en werd Otto proost in het klooster van Varlar, dat rond die tijd nabij zijn ouderlijke burcht bij Coesfeld werd opgericht. Hij bekleedde dit ambt tot in 1126.
In het jaar 1156 werd Otto de derde proost van het klooster van Cappenberg, nadat hij reeds in 1148 de relieken van zijn broer Godfried naar de plaatselijke Stiftkerk had laten voeren. Tijdens zijn bewind als proost versierde hij de kerk en het altaar op een prachtige manier. Otto stierf in februari 1171 in Cappenberg en werd daar bijgezet. Zijn graf werd in 1648 tijdens de Dertigjarige Oorlog zwaar beschadigd door protestantse troepen uit Hessen, maar werd later hersteld.
Otto van Cappenberg wordt door de rooms-katholieke kerk vereerd als zalige. Zijn herdenkingsdag valt op 23 februari.

## Dooppeter van Frederik I Barbarossa
Otto vertoefde in het hertogdom Zwaben op het moment dat de latere Heilige Roomse keizer Frederik I Barbarossa, zoon van hertog Frederik II van Zwaben, werd geboren. Daarom viel hem de eer te beurt om zijn dooppeter te mogen zijn. Als herinnering aan die gebeurtenis liet de keizer de bekende Cappenbergkop vervaardigen en deed hij hem cadeau aan zijn dooppeter.